# П11
Тендер типа П11 (после переделок — П13) — первый, и собственно единственный советский серийный тендер-конденсатор.

## История
Проектирование тендера началось в 1935 году на Коломенском заводе и велось конструкторами Б. С. Поздняковым, А. И. Козякиным, А. А. Кирнарским, Т. И. Гринем и другими. Проектирование заняло 45 суток (с учётом разработки дополнительных устройств для паровоза). В 1936 году изготовление опытного тендера было завершено и его прицепили к паровозу СО17-85, который стал первым построенным в СССР паровозом с конденсацией отработанного пара. 1 марта того же года состоялась первая обкатка паровоза с новым тендером. К концу месяца аналогичный тендер был прицеплен и к паровозу СО17-84. Данные паровозы получили обозначение серии СОк, или как обозначалось на самих паровозах — СО19. В следующем году началось серийное производство данных паровозов на ряде советских заводов, всего было выпущено 1438 таких паровозов. Тендеры и соответствующее оборудование для локомотивов изготовлял же только Коломенский завод. Также в 1937—1940 гг. завод оборудовал тендер-конденсаторами П11 восемнадцать паровозов серии Эм (паровозы при этом получили обозначение Эмк). Паровозы с конденсацией отработанного пара получили широкое распространение в засушливых и отдалённых южных регионах страны.
В конце 1940-х, в связи с широким распространением тепловозов, необходимость в применении тендер-конденсаторов отпала и их начали заменять на обычные тендеры.

## Конструкция
В передней части тендера расположен угольный ящик, за ним уже идут собственно секции холодильника. Секций всего 18 штук, общая площадь охлаждения составляет 2180 м2. Для пропуска воздуха через секции холодильника на тендере расположены 3 вентилятора, вращающиеся с частотой до 1000 об/мин и имеющие общую производительность до 650 000 м3/ч. Вентиляторы приводятся через промежуточную передачу от паровой турбины мощностью 160 л.с., расположенной в нижней части тендера и работающей на отработанном паре. Производительность тендера-конденсатора сильно зависит от окружающей температуры. Так, при +40 °С можно получать из пара до 14 м3 воды в час, а при +55 °С — до 10 м3. Максимальная температура воды на выходе может достигать +90 °С, что позволяет снизить затраты топлива на её повторное испарение.
Ходовая часть тендера состоит из двух двухосных тележек. Тележки имеют клёпаную раму, двухступенчатое рессорное подвешивание, а по конструкции однотипны с тележками тендеров паровозов серий Л и Су. Диаметр колёс поначалу составлял 900 мм, что при высоких осевых нагрузках часто приводило к выкрашиванию бандажей. В результате вскоре НКПС дал указание ремонтным заводам за счёт изменения конструкции тележек увеличить диаметр колёс до 1050 мм. Такие тендеры получили обозначение тип П13.